# فرودگاه غات
فرودگاه غات (به عربی: مطار غات) یک فرودگاه و پروازگاه ترافیک تجاری در لیبی است که در فزان واقع شده‌است.